# Exarcado
El exarcado  es una palabra de origen griego que puede tomar dos significados diferentes en su acepción: militar, política y administrativa en un caso, específica para el Imperio Romano de Oriente y eclesiástica en el otro caso, aplicable únicamente a la Iglesia ortodoxa y a las Iglesias orientales católicas.

## Autoridad civil y militar en las regiones periféricas bizantinas
El exarcado fue una organización de determinados territorios periféricos del imperio bizantino, iniciada por Justiniano I en el siglo VI principalmente para hacer frente a la amenaza de los invasores. El exarcado está dirigido por un exarca que concentraba los poderes civiles y militares.
El nombre exarca proviene del griego ἔξαρχος exarchos que pasó al latín como exarchus. Es sinónimo de gobernador, del verbo exarchein, "dirigir, gobernar". Un exarca era un alto funcionario, delegado en un área remota de la capital, que detentaba al mismo tiempo los poderes civiles y militares, separados del resto del imperio.
Esta organización fue diseñado para responder de manera eficiente a los peligros que amenazaban al imperio en sus regiones más lejanas, sin tener que esperar las órdenes que vinieran de Constantinopla. Los exarcas disfrutaban de un mayor grado de independencia que otros gobernadores provinciales.
Sólo dos exarcados se formaron, en Rávena (Exarchatus Ravennas) contra la invasión de los lombardos y en Cartago (Exarchatus Africae). Las otras provincias del Imperio bizantino recibieron gradualmente una organización similar, pero bajo el nombre de "thema".
Los exarcas civiles eran verdaderos virreyes a los que se les confiaba el gobierno de varias provincias, mientras que los exarcas eclesiásticos eran delegados del patriarca de Constantinopla o del Santo Sínodo, encargados de visitar las diócesis y vigilar la disciplina y las costumbres del clero.

## Representación de un primado fuera de su territorio
En las Iglesias orientales, un exarca es un obispo que ha recibido la misión de representar a un patriarca, ante otro patriarca o en un lugar que no es el territorio de ninguna Iglesia ortodoxa autocéfala.
El exarcado es al mismo tiempo la dignidad del exarca, el conjunto de las parroquias y los fieles bajo su responsabilidad así como la iglesia y los edificios que constituyen la sede. Es como un obispado sin diócesis y sin estructura prevista para durar. Es una manera de adaptarse a unas circunstancias particulares: la ausencia de una iglesia local organizada y la necesidad de garantizar una vida litúrgica al personal diplomático.
Un exarcado tiene un estatuto derogatorio en relación con el principio de territorialidad de la organización eclesiástica. El obispo mencionado en los dípticos no es el obispo del lugar, sino el primado representado por el exarca. Se puede comparar el exarcado eclesiástico a la extraterritorialidad de los edificios diplomáticos.
Los metropolitanos de las "Nuevas Tierras" del norte y del este de Grecia recibieron del Patriarca Ecuménico de Constantinopla los títulos de exarca que les recuerdan su pertenencia al patriarcado ecuménico.

### Exarcados apostólicos en las iglesias católicas orientales
- Exarcado apostólico de Alemania y Escandinavia, para los ucranianos, en Alemania, Dinamarca, Finlandia, Noruega y Suecia).
- Exarcado apostólico de América Latina y México, para los armenios, en Brasil, México y Uruguay).
- Exarcado apostólico de Argentina, para los greco-melquitas.
- Exarcado apostólico de Canadá, para los sirios.
- Exarcado apostólico de Colombia, para los maronitas.
- Exarcado apostólico de Estambul, para los griegos, en Turquía.
- Exarcado apostólico de Grecia, para los griegos.
- Exarcado apostólico de Harbin, para los rusos, en China.
- Exarcado apostólico de Italia, para los ucranianos.
- Exarcado apostólico de la República Checa, de la Iglesia rutena.
- Exarcado apostólico de los santos Cirilo y Metodio de Toronto, para los eslovacos, en Canadá.
- Exarcado apostólico de Rusia, para los rusos.
- Exarcado apostólico melquita de Venezuela.
- Exarcado apostólico sirio de Venezuela.

### Exarcados patriarcales católicos griego-melquitas
- Exarcado patriarcal de Kuwait
- Exarcado patriarcal de Estambul
- Exarcado patriarcal de Irak

### Exarcados arzobispales católicos ucranianos
- Exarcado arzobispal católico ucraniano de Lutsk

### Exarcados de las iglesias ortodoxas
- Patriarcado Ecuménico de Constantinopla
- Exarcado de las Filipinas